# Бола (река)
Бо́ла — река в России, протекает по Муезерскому району Карелии, в нескольких километрах севернее его границы с Суоярвским районом.
Исток — Болозеро. Течёт на запад, в 2 км юго-западнее посёлка Гимолы и станции Гимольская впадает в Гимольское озеро, через которое протекает Суна. Перед устьем пересекает железную дорогу Суоярви — Ледмозеро. Длина реки составляет 11 км, площадь водосборного бассейна — 185 км².
В 3 км от устья, по левому берегу впадает река Юдозерка, несущая воды озёр Лидмах и Юдозера.

## Галерея

Бола
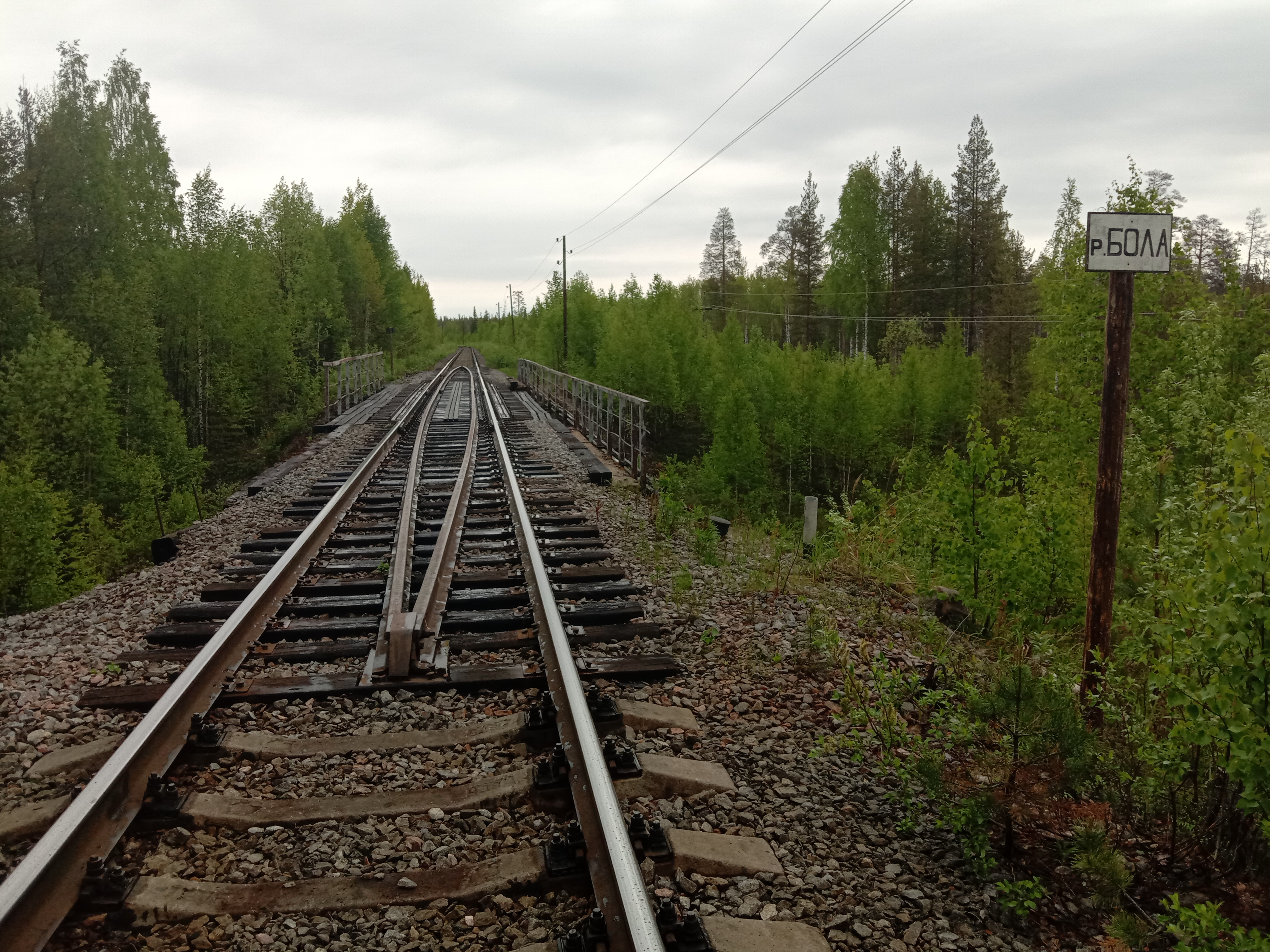
Железнодорожный мост
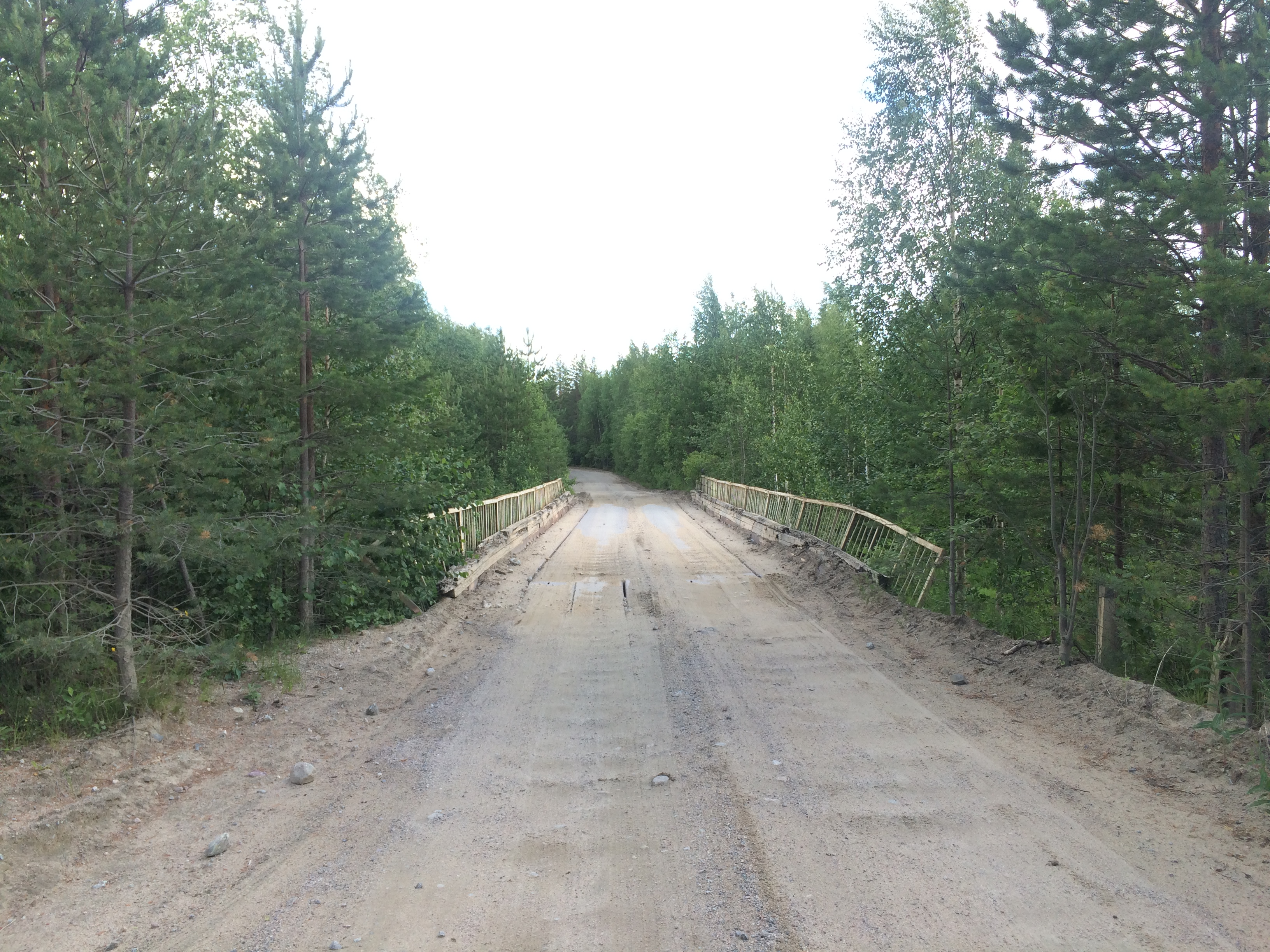
Автомобильный мост
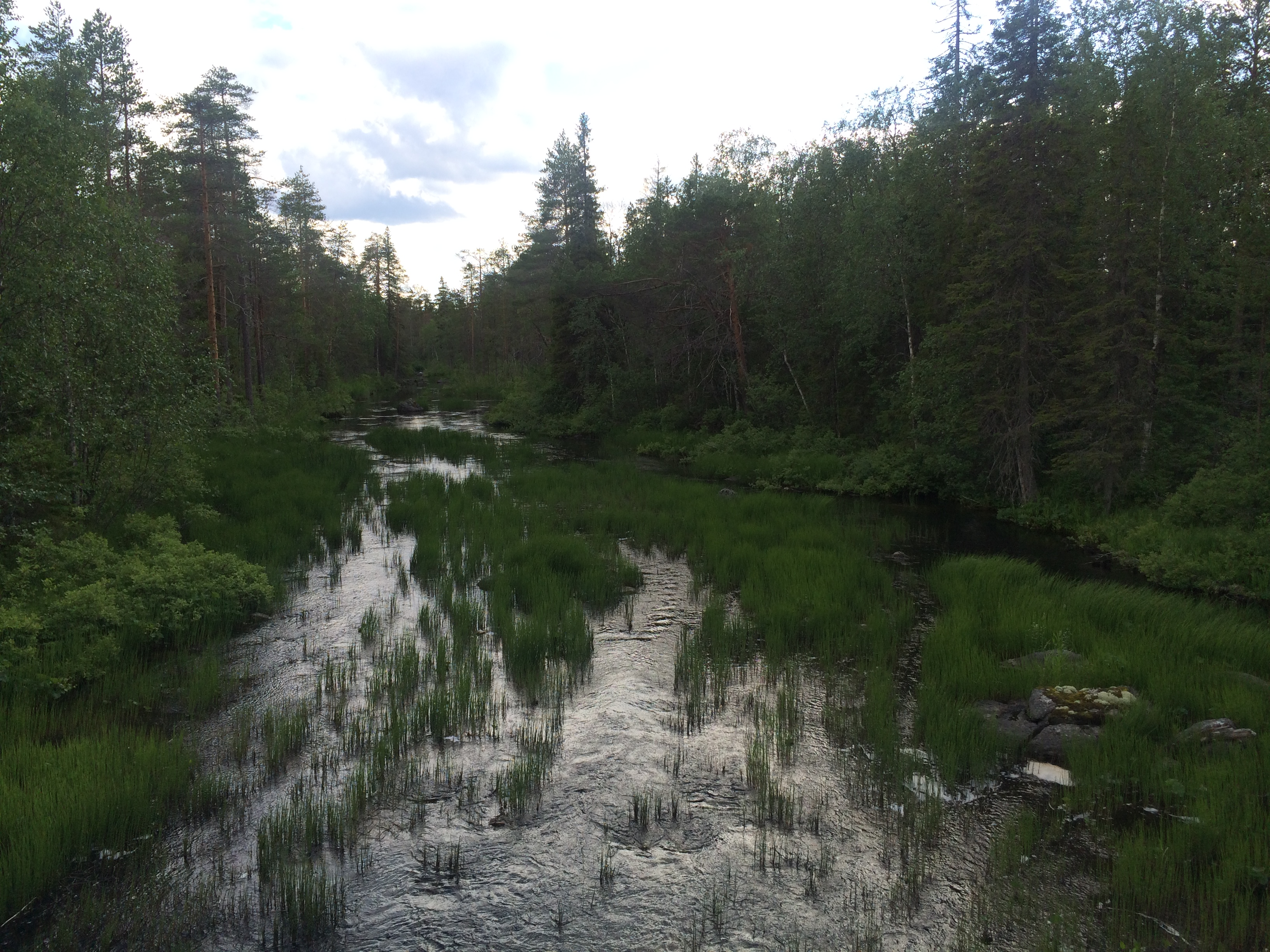
Вид с автомобильного моста по течению
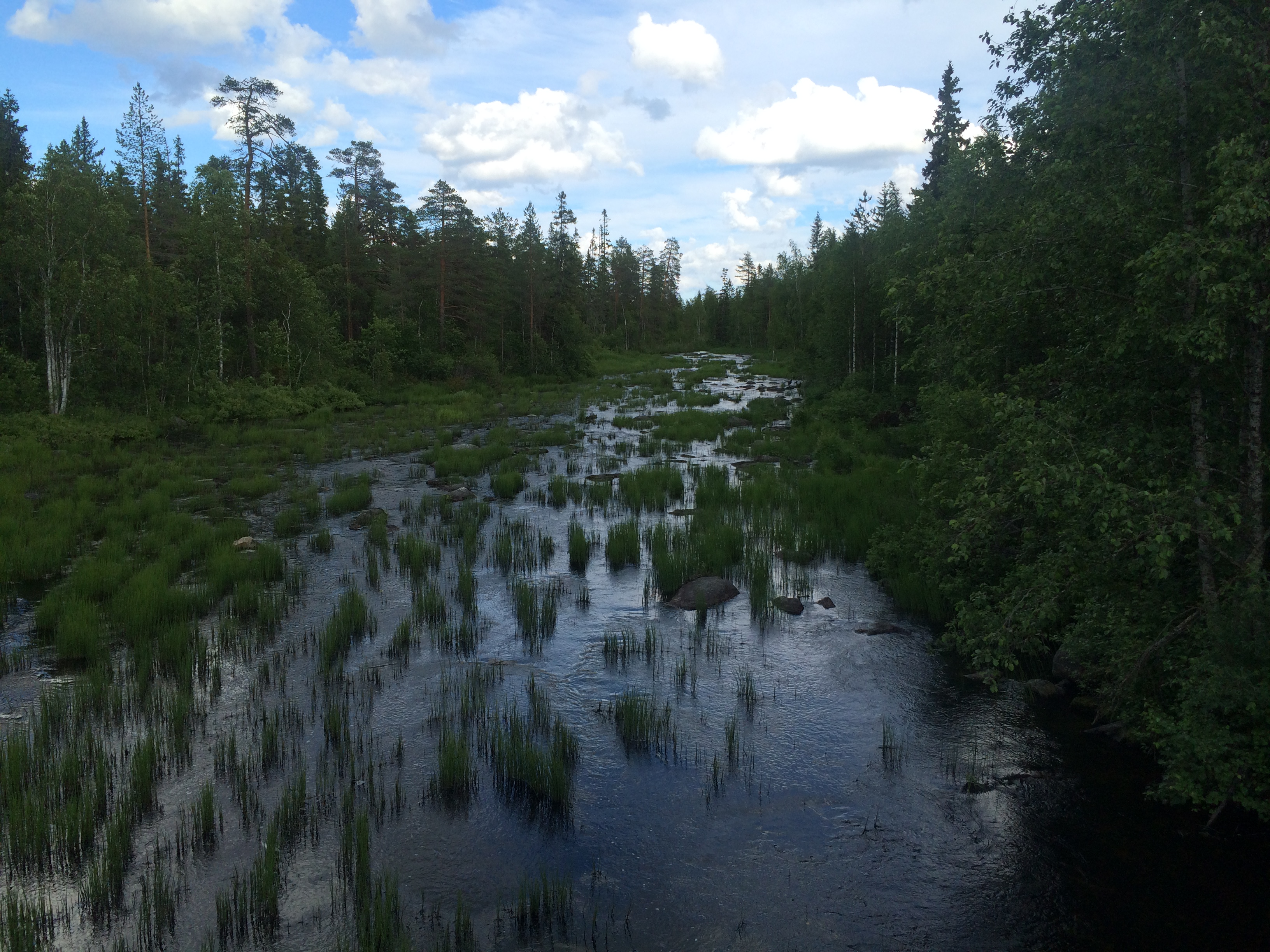
Вид с автомобильного моста против течения